# تفكيك (اقتصاد)
التفكيك هو مصطلح وصفي مستحدث لوصف كيف أن انتشار الأجهزة المحمولة والاتصال بالإنترنت وتقنيات التسوق عبر الإنترنت وووسائل تواصل اجتماعي والوصول إلى المعلومات في كل مكان يؤثر على المؤسسات القديمة في القرن 21 (التعليم والبث والصحف والألعاب والتسوق الخ.) من خلال «تفكيك الحزم التي يوفرونها سابقاً (ربما حتي المجانية منها)  لتقديم أجزاء معينة منها بحجم وتكلفة لا مثيل لها بالنظام القديم» كان يسمى التفكيك سابقاً «االابتكار المزعزع العظيم».

## أصل الكلمة
التفكيك بشكل بسيط يعني «عملية كسر/شطر شيء معين إلى أجزاء أصغر." وفي سياق عمليات الاندماج والاستحواذ فإن التفكيك يشير إلى «العملية التي من خلالها تقوم شركة كبيرة ذات قطاعات مختلفة من الأعمال بالاحتفاظ بواحد أو أكثر من القطاعات الأساسية منها وبيع باقي الأصول أو خطوط الإنتاج/الخدمات أو الأقسام أو الشركات التابعة».